# 広島市立似島中学校
広島市立似島中学校（ひろしましりつ にのしまちゅうがっこう）は、広島県広島市南区似島町に位置する公立中学校。
周囲を海と山に囲まれた、広島市内では最も小規模な中学校。

## 沿革
- 1947年4月、広島市立第四中学校（現：宇品中学校）似島分校として、当時家下地区にあった小学校（現在保育園）の校舎の一部を借りて開設した。
- 1970年8月、第1回全国中学校サッカー大会 準優勝
- 2000年4月、いきいき体験オープンスクール実施

## クラブ活動
- テニス部（男子・女子）
- 音楽部

## 交通アクセス
- 宇品港から似島（家下）港まで：5番桟橋の似島汽船に乗船して20分。家下港からは住宅地を通り、峠を越えて約20分。
- 似島学園前港で下船の場合は、海沿いの道路を徒歩25分。